# عوض آباد (قلعة خواجة)
عوض آباد (بالفارسية: عوض‌آباد) هي منطقة سكنية تقع في إيران في قسم قلعة خواجة الريفي. يقدر عدد سكانها بـ 62 نسمة .